# Nycticleptes lechriodesma
Nycticleptes lechriodesma là một loài bướm đêm trong họ Geometridae.